# Antioh I. Soter
Antioh I. Soter (starogrško Ἀντίοχος Σωτήρ, Antíochos Sōtér; »Antioh Rešitelj«) je bil od leta 281 do 261 pr. n. št. kralj Selevkidskega cesarstva, * okoli 324 pr. n. št., Perzija ali Mezopotamija, † 2. junij 261 pr. n. št., Sirija.
Na prestolu je nasledil svojega očeta Selevka I. Nikatorja in vladal do svoje smrti. Bil je zadnji znani kralj s starodavnim mezopotamskim naslovom "kralj (vesoljnega) sveta" (šar kiššatim). 

## Življenjepis
Antioh I. je bil po materi Apami Sogdijec. Mati je bila hčerka Spitamena in ena od princes, s katerimi je Aleksander Veliki poročil svoje generale. Selevkidi so vztrajno trdili, da je bila Apama hčerka Dareja III., s čimer so se želeli legitimirati  kot nasledniki  tako Ahemenidov kot Aleksandra Velikega in s tem zakoniti vladarji zahodne in osrednje Azije.
Antioh se je malo pred očetovo smrtjo poročil s svojo mačeho Stratoniko, hčerko Demetrija Poliorketa. Antični viri poročajo, da je zakonsko zvezo spodbudil njegov postarni oče zaradi strahu, da bo sin umrl zaradi ljubosumja. Stratonika je Antiohu rodila pet otrok: Selevka (kasneje usmrčen), Laodiko, Apamo, Stratoniko Makedonsko in naslednika Antioha II. Teosa. 
Atentatu na očeta leta 281 pr. n. št. je sledila izjemno težka naloga obdržati celovito cesarstvo.  V Siriji je skoraj takoj po smrti izbruhnil upor. Antioh je bil kmalu prisiljen spraviti se z očetovim morilcem Ptolemejem Keraunom in mu prepustiti Makedonijo in Trakijo. V Anatoliji ni mogel obraniti Bitinije pred perzijskimi dinastijami, ki so vladale v Kapadokiji.
Leta 278 so v Anatolijo vdrli Galci, ki jih je Antioh leta 275 pr. n. št. premagal s pomočjo indijskih bojnih slonov. Domneva se, da je ravno po tej zmagi dobil vzdevek Soter (Rešitelj).
Konec leta 275 pr. n. št. so je odprlo vprašanje Kelesirije, ki je bila že od delitve leta 301 pr. n. št. predmet spora med Selevkom I.  in Ptolemajem I. Sledila je prva sirska vojna, v kateri je Ptolemaj okupiral Kelesirijo, zahteve Selevkidov pa so ostale.  Zunanje meje obeh cesarstev se niso spreminjale. Spreminjale so se samo notranje meje na obali Male Azije in okoli obmejnih mest, na primer Damaska.
Leta 268 pr. n. št.  je Antioh I. postavil temelje za Ezidinega templja v Borsipi. Njegov najstarejši sin Selevk je od okoli 275 pr. n. št. do 268/267 pr. n. št. vladal kot podkralj na vzhodu. Kmalu zatem ga je Antioh ukazal usmrtiti zaradi domnevnega upora. Okoli leta 262 pr. n. št. je Antioh I. poskušal z orožjem razbiti vse večjo moč Pergamona, vendar je bil v bližini Sard poražen in je kmalu zatem umrl. Leta 261 pr. n. št. ga je nasledil njegov drugi sin Antioh II. Teos.

### Ai-Hanum
Nedavna analiza kaže, da je mesto Ai-Hanum na sotočju rek Pandž in Kokča v provinci Tahar na severu Afganistana zelo verjetno ustanovil Antioh I. okoli leta 280 pr. n. št. Mesto stoji na pragu Indijske podceline.

### Odnosi z Indijo
Antioh I. je ohranjal prijateljske diplomatske odnose z Bindusaro, vladarjem indijskega Mavrijskega cesarstva. Antiohov ambasador na Bindusarovem dvoru je bil Deimah iz Plateje. Atenej, grški pisatelj iz 3. stoletja n. št. v svoji knjigi Deipnosophistae omenja dogodek, za katerega je izvedel iz Hegesandrovih spisov: Bindusara je od Antioha zahteval, naj mu pošlje sladko vino, suhe fige in sofista. Antioh je odgovoril, da mu bo poslal vino in fige, prodajo sofistov pa grški zakoni prepovedujejo.
Antioh je verjetno grški kralj, omenjen v Ašokovih ediktih kot eden od prejemnikov Ašokovega budističnega prozelitizma. Ašoka omenja tudi to, da je na ozemlju helenskih kraljev spodbujal razvoj zeliščarstva za ljudi in živali. Kralj, omenjen v Ašokovih ediktih, bi lahko bil Antiohov sin in naslednik Antioh II. Teos, čeprav je Antioh I. zaradi tesnejših stikov z Vzhodom bolj verjeten kandidat.

## Neoklasična umetnost
Ljubezen med Antiohom in njegovo mačeho Stratoniko je pogosto upodobljena v neoklasični umetnosti. 
- Jacques-Louis David (1774): Antioh in Stratonika, École nationale supérieure des Beaux-Arts
- Theodoor van Thulden (1669): Antioh in Stratonika